# Ядовитые грибы

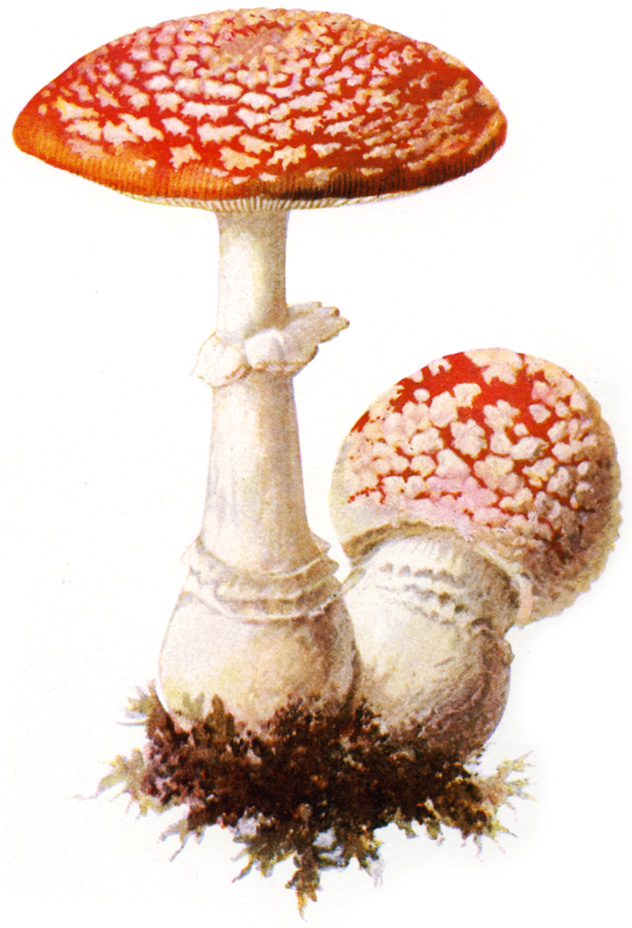
Мухомор красный

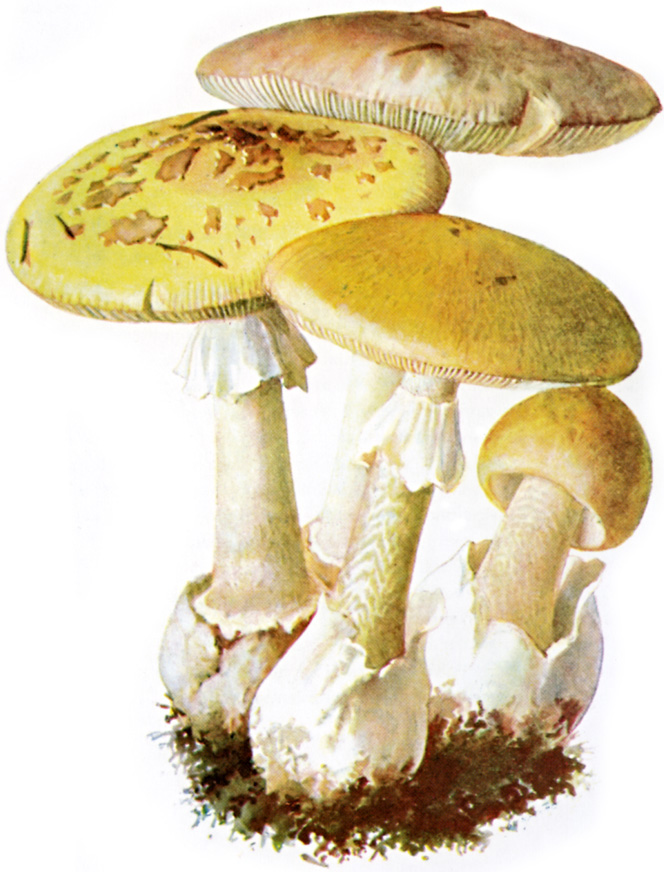
Бледная поганка

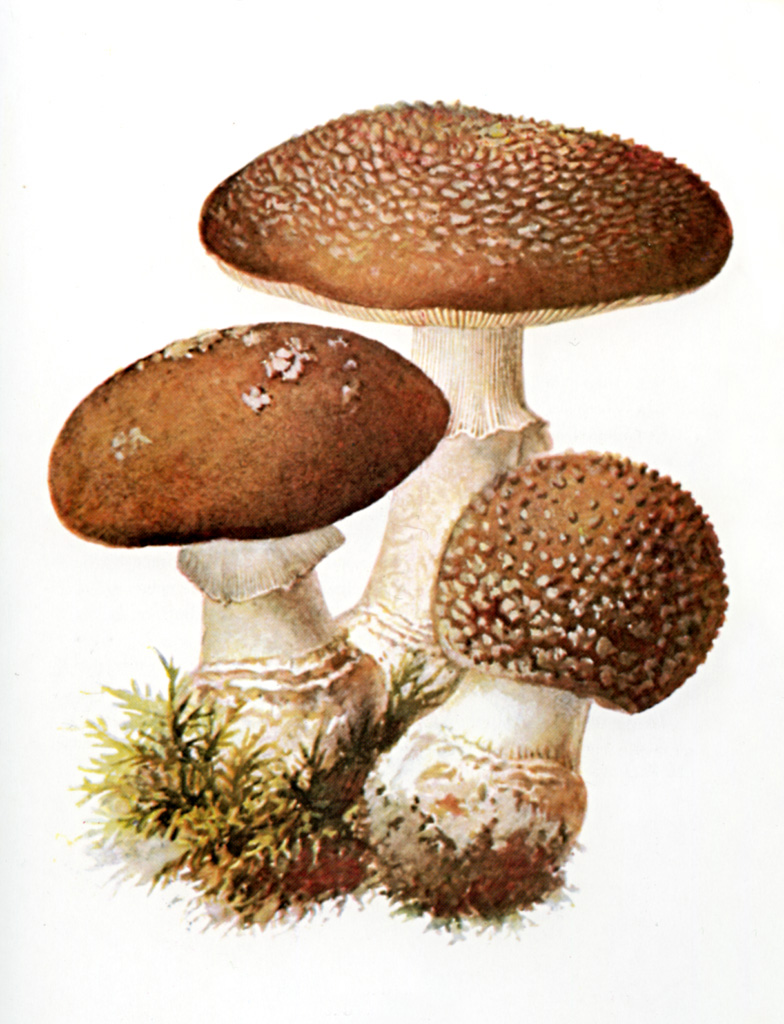
Мухомор пантерный

Ядовитые грибы — грибы, содержащие ядовитые вещества — токсины. По характеру отравление ядовитыми грибами делят на три группы: вызывающие пищевые отравления, вызывающие нарушение деятельности нервной системы (галлюциногенные) и смертельно ядовитые.
Из известных в Европе около 5000 видов грибов ядовиты около 150. Из них только несколько смертельно ядовиты. Самым ядовитым грибом в мире считается бледная поганка (Amanita phalloides).

## Ядовитые грибы
Большое количество видов грибов содержит гемолизины (разрушающие кровь вещества) и другие ядовитые субстанции, которые разлагаются при термической обработке. Поэтому в сыром состоянии они более или менее ядовиты. Некоторые из этих грибов съедобны для ряда животных.